# New York World
New York World – gazeta ukazująca się w Nowym Jorku od 1860 do 1931. Od 1883 do 1911 jej wydawcą był Joseph Pulitzer.